# Roca de Corona
La Roca de Corona és una muntanya de 2.029 metres que es troba al municipi del Pont de Suert, a la comarca catalana de l'Alta Ribagorça.